# Schmalbahnen von Tavaux-Pontséricourt
| Beschreibung der Schmalbahnen von Tavaux-Pontséricourt von den Erbauern Molinos & Pronnier                                                                                     |                     |                                   |                                   |
| Topographische Übersichtskarte |                     |                                   |                                   |
| Streckenlänge: | 14 km               |                                   |                                   |
| Spurweite: | 1000 mm (Meterspur) |                                   |                                   |
| Maximale Neigung: | 75 ‰                |                                   |                                   |
| |                     |                                   |                                   |
| \| \| 9,8 \| Gronard \| Gronard \| \| \| 0 \| Tavaux-Pontséricourt Zuckerfabrik \| Tavaux-Pontséricourt Zuckerfabrik \| \| \| 4,2 \| Agnicourt-Moranzy \| Agnicourt-Moranzy \| |                     |                                   |                                   |
| Betriebs-/Güterbahnhof Streckenanfang (Strecke außer Betrieb) | 9,8                 | Gronard                           | Gronard                           |
| Dienststation / Betriebs- oder Güterbahnhof (Strecke außer Betrieb) | 0                   | Tavaux-Pontséricourt Zuckerfabrik | Tavaux-Pontséricourt Zuckerfabrik |
| Betriebs-/Güterbahnhof Streckenende (Strecke außer Betrieb) | 4,2                 | Agnicourt-Moranzy                 | Agnicourt-Moranzy                 |

Die Schmalbahnen von Tavaux-Pontséricourt waren zwei zusammen 14 km lange Schmalspur-Werksbahnen mit einer Spurweite von 1000 mm bei Tavaux-et-Pontséricourt im Département Aisne in der Region Hauts-de-France. Sie wurden um 1867, bereits acht Jahre vor Paul Decauvilles Erfindungen, zum Transport von Zuckerrüben auf bestehenden Kommunal- und Vizinalstraßen verlegt. Sie sind ein beachtenswertes Beispiel dafür, dass bei Lokalbahnen im regelmäßigen Betrieb Steigungen von 60 bis 75 ‰ überwunden werden konnten.

## Streckenverlauf
Die Schmalspur-Werksbahnen der Zuckerfabrik von Tavaux-Pontsericourt bestanden aus zwei Streckenabschnitten: Der eine, mit einer Länge von 4,2 km, führte im Sevre-Tal vom Werk in Tavaux nach Agnicourt-Moranzy. Der andere, 9,8 km lange verband das Werk in Tavaux mit Gronard, einem im Brune-Tal gelegenen Dorf. Er führte auf starken Steigungen über die Wasserscheide von ca. 50 Meter Höhe, die die beiden Täler trennt. Die beiden Bahnen wurden für den ausschließlichen Gebrauch der Fabrik errichtet und wurden für den Güterverkehr von zwei Zuckerrüben-Lagerplätzen zur Zuckerfabrik genutzt.

## Streckenbau

### Konzession
Die Gleise waren auf der Trasse der Kommunal- und Vizinalstraßen auf den Straßenkörper verlegt. Sie durchzogen zwei Dörfer der ganzen Länge nach und führten direkt an den Haustüren vorbei, was aber während des sechsmonatlichen Betriebs zu keinerlei Beanstandungen geführt hat. Nach Angaben der Erbauer der Bahn haben die Dampflokomotiven weder die Pferde erschreckt, noch hat der Verkehr der zahlreichen Züge, der sich zuweilen auf 40 pro Tag belief, den Straßenverkehr behindert oder die Einwohner belästigt.
Die Bahnkrone war 2,10 m breit. Die Spurweite beträgt 1000 mm. Die Straßen wurden beim Verlegen der Schmalspurbahn um einen Meter verbreitert, so dass sie statt 8 m anschließend 9,1 m breit waren. Davon waren 7 m dem Straßenverkehr und 2,1 m dem Schienenverkehr vorbehalten, was den Bedürfnissen beider vollständig entsprach.

### Oberbau
Die Vignolschienen hatten ein Metergewicht von 13 kg/m. Ihre Länge betrug normalerweise 6 m. Sie ruhten auf eichenen Querschwellen von 1,50 m Länge, 0,16 m Breite und nach Abschlag des Splintholzes 0,08 m Dicke. Die Stoßschwellen hatten 0,20 m Breite, und es wurden 7 Schwellen auf die Schienenlänge von 6 Meter gerechnet. Die Schienen waren gelascht und mit Schrauben von 15 mm Durchmesser auf den Querschwellen befestigt. Das Schotterbett war 20 cm dick.
Die Weichen waren durch bewegliche Schienen nach dem einfachsten System gebildet, und die Kreuzungen in einem Stück gegossen. Die Drehscheiben waren aus Holz und Eisen hergestellt, ihr Unterbau aus Ziegelmauerwerk.

### Neigungsverhältnisse
Da die Bahnstrecken genau dem Profil der bereits bestehenden Straße folgten, waren die Neigungsverhältnisse zwischen Tavaux und Gronard ziemlich ungünstig. Sie bestanden aus einer Aufeinanderfolge von Steigungen und Gefällen, meistens im Bereich von 15 bis 20 ‰. Zur Erreichung der Wasserscheide waren auf 300 Meter Länge Steigungen von 75 ‰ erforderlich sowie auf 300 Meter Länge von 58 ‰ und auf 400 Meter Länge von 31 ‰. Die Strecke führte mit einer Steigung von 50 ‰ durch eine Einsattelung des Bergrückens. Nach der Überwindung der Passhöhe führte sie in Richtung Gronard führte sie beim Dorf Burelles auf 1 Kilometer Länge über ein Gefälle von 52 bis 60 ‰ ins Brune-Thal hinab.
Die Strecke von Tavaux nach Moranzy folgte dem Sevre-Tal und war daher weniger steil. Auch sie war auf dem Strassenplanum verlegt, was, mit Ausnahme dreier sehr kurzer Steigungen von 30 ‰ zu Steigungen von 10 bis 15 ‰ führte.

### Radien
Der kleinste Krümmungsradius betrug 30 Meter. Die Steilstrecke bei Burelles mit 60 ‰ durchlief einen Bogen mit 50 Meter Radius. Die Strecke von Tavaux nach Moranzy wurde auf sehr schlecht trassierten Landwegen mit Radien von 30 bis 45 Meter verlegt.

### Investitionskosten
Die Investitionskosten pro Streckenkilometer waren auf der ohne die Nebengeleise 14 Kilometer langen Strecke wie folgt:
| Investition                           | Kosten pro km |
| ------------------------------------- | ------------- |
| Grundeinlösung                        | 857 Franc     |
| Erdarbeiten                           | 2,800 Franc   |
| Maurer- und Zimmerarbeiten            | 1.107 Franc   |
| Schwellen                             | 1.857 Franc   |
| Beschotterung und Legen des Oberbaues | 2.500 Franc   |
| Schienen und Befestigungsmittel       | 7.214 Franc   |
| Lokomotiven, fixes und Rollmaterial   | 9.357 Franc   |
| Allgemeine Kosten und Verschiedenes   | 642 Franc     |
| Summe                                 | 20.334 Franc  |

## Schienenfahrzeuge

### Lokomotiven
Es gab drei Dampflokomotiven der Firma Creusot. Sie waren baugleich zu der Lokomotive der Blanzy-Bahn, die bei der Weltausstellung von 1867 ausgestellt worden war. Die Tenderlokomotiven hatten einen Wasserkasten mit 850 Liter und eine Kohlenkammer mit 160 Liter Fassungsvermögen. Im gefüllten Zustand wog jede Lok ungefähr 7,5 t und leer 5,7 t.
Diese Lokomotiven hatten den Zylinder und die Kolbensteuerung auf der Außenseite. Sie besaßen vier gekuppelte Räder von 0,76 m Durchmesser im Radkranzmittel, und der Achsabstand betrug 1,25. Der Zylinder-Durchmesser war 204 mm und der Kolbenhub betrug 360 mm. Die gesamte Heizfläche war 19,38 m², die Heizfläche des Feuerungsraumes 2,34 m² und die der Siederöhren 17,34 m². Die Siederöhren hatten 35 mm Außendurchmesser und 1,78 m Länge. Der Rost hatte eine Fläche von 0,42 m².

### Wagen
Es gab 42 speziell für den Rübentransport gebaute Wagen und 18 Schotterwagen mit beweglichen Wänden, die nach Vollendung der Bauarbeiten auch zum Rübentransport verwendet wurden.
Der Rahmen und der Kasten der Rübentransportwagen waren fest miteinander verbunden. Der Kasten hat 3 m innere Länge und auf 2 m Breite, und sein Fassungsvermögen betrug 7 m³. Zwei Türen, die sich auf einer der Seiten von unten nach oben öffnen ließen, erleichterten das Ein- und Ausladen. Die Räder waren aus geschmiedetem Eisen nach dem Systeme Arbel ohne besonderen Radkranz. Sie hatten 670 mm Durchmesser. Der Radstand betrug 1,85 m.
Das Gewicht des leeren Wagens betrug 2100 kg und seine Tragfähigkeit 6000 kg. Das Bruttogewicht macht mithin 8100 kg aus. Die Wagen waren mit Trag- und Zugfedern versehen. Die Puffer waren jedoch unelastisch. Die Tragfedern hatten eine Biegsamkeit von 100 mm pro 1000 kg. Um die auf der Bahn erforderliche Elastizität mit der wünschenswerten Ökonomie bei der Anschaffung der Wagen zu vereinigen, waren die Federn so angebracht, dass sie nur bei einer Belastung, die geringer als die Hälfte der Tragfähigkeit des Wagens war, funktionsfähig waren. War diese Belastung überschritten, so ruhten die Gestelle unmittelbar auf den Schmierbüchsen auf. Die Zugfedern waren nach dem Systeme Brown konzeptioniert. Jeder Wagen hatte eine sehr kräftig wirkende Bremse, mit gusseisernem Hemmschuh, nach dem Systeme Stilmant.

## Betrieb
Im Betriebsjahr 1867/68 betrug das Frachtaufkommen innerhalb von 3–4 Monaten 12.000 Tonnen.
Das größte Frachtaufkommen gab es in der Richtung von Gronard nach Tavaux. Es war beinahe doppelt so groß, wie das in der entgegengesetzten Richtung. Daher verursachte die starke Steigung bei Burelles Schwierigkeiten. Die Steigung wurde mit Hilfe eines Relaisdienstes überwunden. Eine Lokomotive beförderte den Zug von Gronard auf den Gipfel bei Burelles, eine andere zog ihn von dort aus zur Wasserscheide von Tavaux und eine dritte endlich von dort zum Werk.
In der schlechtesten Jahreszeit konnte eine Lokomotive einen Wagen von 7,5 Tonnen Gewicht mit einer Geschwindigkeit von 15 km/h die Rampe von Burelles hinaufziehen und sehr häufig beförderte sie zwei Wagen.
Die zweite Lokomotive führte bei günstiger Witterung Züge von sechs Wagen, d. h. 45 Tonnen Brutto und im Minimum vier Wägen oder 30 Tonnen Brutto von der Höhe von Burelles bis zur Wasserscheide. Am Fuße der Steigung von 50 ‰ wurde der Zug geteilt und die Lokomotive beförderte je zwei Wagen auf einmal auf die Höhe hinauf.
Von der Wasserscheide bis zum Werk wurden von der Lokomotive gewöhnlich Züge mit acht und im Minimum mit sechs Wägen gezogen.
Da auf dem Rückweg die Hälfte der Wagen gewöhnlich leer war, beförderte eine Lokomotive dann Züge von sechs Wagen, die so zusammengestellt waren, dass immer ein leerer auf einen beladenen Wagen folgte. Mit einigen seltenen Ausnahmen konnte eine Lokomotive die Steigung von 75 ‰ immer mit einem leeren und einem beladenen Wagen, d. h. mit 9,7 Tonnen Brutto befahren, und bei Nebel, Schnee und Glatteis doch wenigstens einen beladenen Wagen über diese Steigung führen.
Obwohl der Betrieb auf der Steilstrecke in den Monaten Oktober, November, Dezember und Januar stattfand, kam es nur sehr selten vor, dass man sich auf die Beförderung eines einzigen Wagens beschränken musste.
Auf der Strecke von Moranzy nach Tavaux bestanden die Züge aus sechs bis acht Wagen, mit 45 bis 50 Tonnen Gesamtlast.